# Карперо
Карперо (грч. Καρπερό) је насељено место у општини Дескати у периферији Западна Македонија, Грчка. Према попису из 2021. године било је 457 становника.
Према бугарском географу и историчару, Василу Канчову, у Карперу је 1900. године живело 260 Грка. Године 1923. насељено је 68 грчких избегличких породица, укупно 231 особа. На попису из 1928. године Карперо је имао 463 становника. Село се раније звало Дименица.